# Psydrax bridsoniana
Psydrax bridsoniana là một loài thực vật có hoa trong họ Thiến thảo. Loài này được Cheek & Sonké mô tả khoa học đầu tiên năm 2004.